# Sherborne St John
Sherborne St John is een civil parish in het bestuurlijke gebied Basingstoke and Deane, in het Engelse graafschap Hampshire met 3265 inwoners.